# Martina Bestagno
Martina Bestagno (Sanremo, 14 agosto 1990) è una cestista italiana.
Ala grande-centro di 189 cm, ha giocato nelle massime divisioni dei campionati italiano (con La Spezia, Vigarano, Schio e Venezia), ceco (con Karlovy Vary) e belga (con Braine).

## Caratteristiche tecniche
È una giocatrice che ha nel rimbalzo e nel tiro da tre i punti di forza. Può giocare sia da ala grande che da centro.

## Carriera

### Club
Cresciuta nel Basket Spezia Club, vince la Coppa Italia di Serie A2 2009-10 con la Meccanica Nova Bologna: in finale segna 16 punti e cattura 7 rimbalzi, perdendo però il titolo di Most Valuable Player per un solo voto.
Nel 2011-12 ha giocato in 1. Liga ceca con la BK Lokomotiva Karlovy Vary, che lascia a stagione in corso per trasferirsi alla Passalacqua Spedizioni Ragusa in Serie A2.
Nell'estate 2012 passa al Castors Braine, nella Division 1 belga.
Nell'estate del 2013 il ritorno in Italia grazie all'accordo con la Almo Nature NBA-Zena Genova che disputa il campionato di Serie A2.
L'anno successivo passa alla Pallacanestro Vigarano.
Nel 2015 viene ingaggiata da Schio, dove diventa campione d'Italia. Con la squadra scledense conquista anche una Coppa Italia e due Supercoppe.
Nel 2017 passa alla Reyer Venezia.

### Nazionale
Ha disputato sei campionati europei giovanili: con l'Italia under 16 nel 2005 e nel 2006 (quest'ultimo in Division B), con l'Italia under 18 nel 2007 e nel 2008, con l'Italia under 20 nel 2009 e 2010.
È stata convocata da Roberto Ricchini per un raduno collegiale della Nazionale maggiore nel marzo 2012, nel novembre 2013 e nel febbraio 2014.
L'esordio è datato 17 maggio 2014 a Pomezia in una gara amichevole contro la Gran Bretagna.

## Statistiche

### Presenze e punti nei club
Statistiche aggiornate al 30 giugno 2017.
| Stagione        | Squadra                     | Competizione | Partite | Partite | Partite | Statistiche tiro | Statistiche tiro | Statistiche tiro | Altre statistiche | Altre statistiche | Altre statistiche | Altre statistiche | Altre statistiche |
| Stagione        | Squadra                     | Competizione | Pres.   | Titol.  | Minuti  | Tiri da 2        | Tiri da 3        | Liberi           | Rimb.             | Assist            | Rubate            | Stopp.            | Punti             |
| --------------- | --------------------------- | ------------ | ------- | ------- | ------- | ---------------- | ---------------- | ---------------- | ----------------- | ----------------- | ----------------- | ----------------- | ----------------- |
| 2006-2007       | Carispe La Spezia           | Serie A1     | 9       | 0       | 53      | 5/11             | 2/2              | 5/6              | 9                 | 1                 | 2                 | 0                 | 21                |
| 2007-2008       | Fulgor La Spezia            | Serie B1     | -       | -       | -       | -/-              | -/-              | -/-              | -                 | -                 | -                 | -                 | -                 |
| 2007-2008       | Carispe La Spezia           | Serie A1     | 12      | 0       | 72      | 5/10             | 0/1              | 2/2              | 6                 | 1                 | 2                 | 0                 | 12                |
| 2008-2009       | TermoCarispe La Spezia      | Serie A2     | 26      | 19      | 693     | 104/237          | 8/21             | 61/101           | 168               | 4                 | 30                | 7                 | 293               |
| 2009-2010       | Meccanica Nova Bologna      | Serie A2     | 34      | 13      | 727     | 106/254          | 10/29            | 63/107           | 144               | 18                | 47                | 5                 | 305               |
| 2010-2011       | Meccanica Nova Bologna      | Serie A2     | 32      | 29      | 855     | 125/278          | 10/26            | 104/155          | 176               | 23                | 66                | 9                 | 384               |
| '11-gen.'12     | Lokomotiva Karlovy Vary     | 1. Liga      | 15      | -       | 273     | 28/78            | 0/4              | 27/48            | 55                | 8                 | 5                 | 6                 | 83                |
| feb.'12-'12     | Passalacqua Ragusa          | Serie A2     | 14      | 9       | 315     | 38/80            | 4/10             | 30/40            | 110               | 6                 | 13                | 3                 | 118               |
| 2012-2013       | Castors Braine              | Division 1   | 22      | -       | 418     | 50/131           | 2/6              | 57/80            | 92                | 8                 | 17                | 2                 | 163               |
| 2013-2014       | Almo Nature NBA-Zena Genova | Serie A2     | 22      | 22      | 797     | 133/246          | 18/61            | 117/162          | 261               | 15                | 34                | 11                | 437               |
| 2014-2015       | Pall. Vigarano              | Serie A1     | 25      | 25      | 907     | 123/227          | 13/58            | 112/160          | 165               | 16                | 42                | 8                 | 397               |
| 2015-2016       | Famila Schio                | Serie A1     | 35      | 9       | 497     | 68/113           | 4/10             | 91/114           | 95                | 12                | 33                | 7                 | 239               |
| 2016-2017       | Famila Schio                | Serie A1     | 36      | 4       | 460     | 59/117           | 0/4              | 50/79            | 106               | 11                | 28                | 3                 | 168               |
| 2017-2018       | Umana Reyer Venezia         | Serie A1     |         |         |         | -/-              | -/-              | -/-              |                   |                   |                   |                   |                   |
| Totale carriera |                             |              |         |         |         |                  |                  |                  |                   |                   |                   |                   |                   |

|2020|ITA| Umana Reyer Venezia | 7 | 6 | 44.4% | 43.75% | 0 % | 76.9% | 3 REB | 0.86 ASSIS | 
2021 | Umana Reyer Venezia | 4 | 4 PTS | 12.5% FG | 22.2% 2 PTS | 0 % 3PTS | 83.3% FT 5.25 REB | 1.75 ASSIST |

### Cronologia presenze e punti in Nazionale
| Cronologia completa delle presenze e dei punti in Nazionale - Italia | Cronologia completa delle presenze e dei punti in Nazionale - Italia | Cronologia completa delle presenze e dei punti in Nazionale - Italia | Cronologia completa delle presenze e dei punti in Nazionale - Italia | Cronologia completa delle presenze e dei punti in Nazionale - Italia | Cronologia completa delle presenze e dei punti in Nazionale - Italia | Cronologia completa delle presenze e dei punti in Nazionale - Italia | Cronologia completa delle presenze e dei punti in Nazionale - Italia |
| Data                                                                 | Città                                                                | In casa                                                              | Risultato                                                            | Ospiti                                                               | Competizione                                                         | Punti                                                                | Note                                                                 |
| -------------------------------------------------------------------- | -------------------------------------------------------------------- | -------------------------------------------------------------------- | -------------------------------------------------------------------- | -------------------------------------------------------------------- | -------------------------------------------------------------------- | -------------------------------------------------------------------- | -------------------------------------------------------------------- |
| 17-5-2014                                                            | Pomezia                                                              | Italia                                                               | 51 - 59                                                              | Gran Bretagna                                                        | Amichevole                                                           | 1                                                                    | [ 11 ]                                                               |
| 18-5-2014                                                            | Pomezia                                                              | Italia                                                               | 48 - 60                                                              | Gran Bretagna                                                        | Amichevole                                                           | 0                                                                    | [ 13 ]                                                               |
| 25-5-2014                                                            | Castel San Pietro Terme                                              | Italia                                                               | 82 - 72                                                              | Cina                                                                 | Amichevole                                                           | 0                                                                    | [ 14 ]                                                               |
| 26-5-2014                                                            | Castel San Pietro Terme                                              | Italia                                                               | 58 - 50                                                              | Paesi Bassi                                                          | Amichevole                                                           | 4                                                                    | [ 15 ]                                                               |
| 30-5-2014                                                            | Louvain-la-Neuve                                                     | Ucraina                                                              | 85 - 56                                                              | Italia                                                               | Torneo amichevole                                                    | 1                                                                    | [ 16 ]                                                               |
| 31-5-2014                                                            | Louvain-la-Neuve                                                     | Belgio                                                               | 76 - 51                                                              | Italia                                                               | Torneo amichevole                                                    | 2                                                                    | [ 17 ]                                                               |
| 1-6-2014                                                             | Louvain-la-Neuve                                                     | Paesi Bassi                                                          | 57 - 55                                                              | Italia                                                               | Torneo amichevole                                                    | 0                                                                    | [ 18 ]                                                               |
| 15-6-2014                                                            | Riga                                                                 | Lettonia                                                             | 70 - 59                                                              | Italia                                                               | Qual. Euro 2015 - Girone C                                           | 0                                                                    | [ 19 ]                                                               |
| 15-5-2015                                                            | Roma                                                                 | Italia                                                               | 41 - 46                                                              | Ungheria                                                             | Amichevole                                                           | 2                                                                    | [ 20 ]                                                               |
| 16-5-2015                                                            | Roma                                                                 | Italia                                                               | 62 - 53                                                              | Ungheria                                                             | Amichevole                                                           | 2                                                                    | [ 21 ]                                                               |
| 21-5-2015                                                            | Bucarest                                                             | Romania                                                              | 60 - 47                                                              | Italia                                                               | Torneo amichevole                                                    | 4                                                                    | [ 22 ]                                                               |
| 22-5-2015                                                            | Bucarest                                                             | Senegal                                                              | 64 - 59                                                              | Italia                                                               | Torneo amichevole                                                    | 5                                                                    | [ 23 ]                                                               |
| 23-5-2015                                                            | Bucarest                                                             | Romania                                                              | 56 - 57                                                              | Italia                                                               | Torneo amichevole                                                    | 10                                                                   | [ 24 ]                                                               |
| 29-5-2015                                                            | Caorle                                                               | Italia                                                               | 51 - 54                                                              | Australia                                                            | Amichevole                                                           | 6                                                                    | [ 25 ]                                                               |
| 30-5-2015                                                            | Caorle                                                               | Italia                                                               | 72 - 56                                                              | Australia                                                            | Amichevole                                                           | 2                                                                    | [ 26 ]                                                               |
| 3-6-2015                                                             | Arras                                                                | Francia                                                              | 57 - 42                                                              | Italia                                                               | Torneo amichevole                                                    | 1                                                                    | [ 27 ]                                                               |
| 5-6-2015                                                             | Villeneuve-d'Ascq                                                    | Italia                                                               | 62 - 68 dts                                                          | Polonia                                                              | Torneo amichevole                                                    | 4                                                                    | [ 28 ]                                                               |
| 7-10-2015                                                            | Roma                                                                 | Italia                                                               | 66 - 79                                                              | Stati Uniti                                                          | Amichevole                                                           | 0                                                                    | [ 29 ]                                                               |
| 21-11-2015                                                           | Lucca                                                                | Italia                                                               | 121 - 38                                                             | Albania                                                              | Qual. Euro 2017 - Girone C                                           | 17                                                                   | [ 30 ]                                                               |
| 24-2-2016                                                            | Tirana                                                               | Albania                                                              | 40 - 86                                                              | Italia                                                               | Qual. Euro 2017 - Girone C                                           | 12                                                                   | [ 31 ]                                                               |
| 4-10-2016                                                            | Lucca                                                                | Italia                                                               | 45 - 80                                                              | LBF All Stars                                                        | Amichevole                                                           | 5                                                                    | [ 32 ]                                                               |
| 23-11-2016                                                           | Podgorica                                                            | Montenegro                                                           | 66 - 57                                                              | Italia                                                               | Qual. Euro 2017 - Girone C                                           | 3                                                                    | [ 33 ]                                                               |
| 26-5-2017                                                            | Latina                                                               | Italia                                                               | 71 - 62                                                              | Ungheria                                                             | Torneo amichevole                                                    | 4                                                                    | [ 34 ]                                                               |
| 2-6-2017                                                             | Roma                                                                 | Italia                                                               | 56 - 70                                                              | Grecia                                                               | Amichevole                                                           | 4                                                                    | [ 35 ]                                                               |
| 11-11-2017                                                           | Skopje                                                               | Macedonia del Nord                                                   | 52 - 61                                                              | Italia                                                               | Qual. Euro 2019 - Girone H                                           | 2                                                                    | [ 36 ]                                                               |
| 15-11-2017                                                           | San Martino di Lupari                                                | Italia                                                               | 71 - 83                                                              | Croazia                                                              | Qual. Euro 2019 - Girone H                                           | 0                                                                    | [ 37 ]                                                               |
| 14-11-2019                                                           | Cagliari                                                             | Italia                                                               | 52 - 62                                                              | Rep. Ceca                                                            | Qual. Euro 2021 - Girone D                                           | 10                                                                   | [ 38 ]                                                               |
| 17-11-2019                                                           | Gentofte                                                             | Danimarca                                                            | 72 - 82                                                              | Italia                                                               | Qual. Euro 2021 - Girone D                                           | 8                                                                    | [ 39 ]                                                               |
| 13-11-2020                                                           | Riga                                                                 | Romania                                                              | 68 - 90                                                              | Italia                                                               | Qual. Euro 2021 - Girone D                                           | 6                                                                    | [ 40 ]                                                               |
| 15-11-2020                                                           | Riga                                                                 | Rep. Ceca                                                            | 63 - 69                                                              | Italia                                                               | Qual. Euro 2021 - Girone D                                           | 5                                                                    | [ 41 ]                                                               |
| 4-2-2021                                                             | Istanbul                                                             | Italia                                                               | 101 - 55                                                             | Danimarca                                                            | Qual. Euro 2021 - Girone D                                           | 18                                                                   | [ 42 ]                                                               |
| 6-2-2021                                                             | Istanbul                                                             | Italia                                                               | 81 - 66                                                              | Romania                                                              | Qual. Euro 2021 - Girone D                                           | 10                                                                   | [ 43 ]                                                               |
| Totale                                                               |                                                                      | Presenze                                                             | 32                                                                   |                                                                      | Punti                                                                | 148                                                                  |                                                                      |

## Palmarès

### Club
- Campionato italiano: 3
Famila Schio: 2015-16
Reyer Venezia: 2020-2021
Famila Schio: 2022-23
- Supercoppa italiana: 4
Famila Schio: 2015, 2016, 2022
Reyer Venezia: 2020
- Coppa Italia: 4
Famila Schio: 2017
Famila Schio: 2023
Famila Schio: 2024
Famila Schio: 2025
- Coppa Italia di Serie A2: 1
Libertas Bologna: 2009-10